# Bromato de potasio
El bromato de potasio (KBrO3), es una sal iónica que está formada por los iones bromato y potasio y tiene el aspecto de cristales o polvo de color blanco.

## Obtención
La síntesis del bromato de potasio se realiza por reacción de bromo en disolución acuosa de hidróxido de potasio concentrado. El bromato de potasio precipita en disolución más fácilmente que el bromito, que siendo más soluble, permanece disuelto.
{\displaystyle \mathrm {Br_{2}+2\ KOH\longrightarrow \ KBr+\ KOBr+\ H_{2}O} }
También se obtiene por dismutación del hipobromito de potasio.
{\displaystyle \mathrm {3KOBr\longrightarrow \ 2KBr+\ KBrO_{3}} }

## Propiedades y toxicidad
Es un oxidante muy potente: su (potencial de reducción, E° = 1,5 voltios, lo hace comparable al permanganato de potasio). 
{\displaystyle \mathrm {BrO_{3}^{-}+6\ H^{+}+6e^{-}\rightarrow Br^{-}+3\ H_{2}O} }
Reacciona con los bromuros, en medio ácido, para dar bromo.
{\displaystyle \mathrm {KBrO_{3}+5\ KBr+6\ HCl\rightarrow 3\ Br_{2}+6\ KCl+3\ H_{2}O} }
Los bromatos son considerados carcinógenos de categoría 2B (posiblemente carcinógeno para los humanos) por la International Agency for Research on Cancer (IARC).

## Usos
Su uso más frecuente era como mejorante de la harina (número E E-924), pues fortalecía la masa y permitía que aumentase más de volumen. Es un agente oxidante, y bajo condiciones adecuadas, se empleaba para fabricar pan. Sin embargo, si se añade demasiado, o si el pan no se cuece durante bastante tiempo, o no se cuece a una temperatura suficientemente alta, queda una cantidad residual, que puede resultar perjudicial si se consume dicho pan.
El bromato de potasio también podría emplearse en la producción de malta de cebada para elaborar cerveza, teniendo en cuenta las prescripciones de la U.S. Food and Drug Administration (FDA) para su uso seguro, como incluir etiquetado normalizado en los productos acabados de malta de cebada.
El uso del bromato de potasio en alimentación ha sido prohibido en:
- Europa, incluyendo el Reino Unido (en 1990)
- América del Norte: Canadá (en 1994)
- Sudamérica, en la mayoría de países como Argentina (en 1998),[4][5] Brasil, Perú y República Dominicana
- Asia: Sri Lanka, China
- África: Nigeria.[6]

Sin embargo, no ha sido prohibido en los Estados Unidos. La FDA autorizó el uso de bromatos antes que la cláusula Delaney de la Food, Drug, and Cosmetic Act (que prohíbe las sustancias carcinógenas) entrase en vigor en 1958, así que ahora es más difícil su prohibición. Pero, desde 1991, la FDA viene animando a los panaderos para que voluntariamente dejen de usarlo. En California, se requiere una etiqueta de precaución si se emplea harina con bromatos.